# Kvarntjärnen (Anundsjö socken, Ångermanland, 708107-159512)
Kvarntjärnen är en sjö i Örnsköldsviks kommun i Ångermanland och ingår i Moälvens huvudavrinningsområde.